# Jan Novák (compositor)
Jan Novák (Nová Říše, 8 de abril de 1921-Nuevo Ulm, 17 de noviembre de 1984) fue un compositor checo de música clásica y de bandas sonoras.

## Estudios
Estudió el bachillerato con los jesuitas de Velehrad y completó su formación en Brno, donde estudió composición con Vilém Petrželka en el conservatorio.  En 1946 asistió en la Academia Musial de Praga a las clases de Pavel Borkovec. Ganó el Premio Jezek Fund con su obra Serenata para pequeña orquesta, que aparejaba una becar para estudiar durante un curso en los Estados Unidos. Estudió con Aaron Copland en Tanglewood y después con Bohuslav Martinů en Nueva York, en el curso 1947-1948. A partir de entonces, Novák se dedicó exclusivamente a la composición, muy influido por su maestro Martinů, sobre todo en lo que respecta a la concepción melódica de sus obras y a su uso del ritmo.

## Exilio en Italia y Alemania
Decepcionado por la intervención soviética que sofocó el movimiento aperturista de la Primavera de Praga, abandonó en 1968 Checoslovaquia y terminó instalándose en Rovereto (norte de Italia). Allí vivió hasta 1977. En esa fecha se trasladó a Alemania y continuó su actividad en Nuevo Ulm, ciudad en la que murió en 1984.

## Obra
Tuvo intereses muy variados y su catálogo incluye tanto música de cámara como sinfónica, y también composiciones vocales, bandas sonoras o música incidental para el teatro. En la década de 1950 se mostró muy interesado por obras vocales inspiradas en textos latinos y en poemas antiguos checos, tanto tradicionales como de la tradición culta.

## Bandas sonoras
Muy activo en la década de 1960, compuso bandas sonoras para películas de Karel Kachyňa y también para las películas animadas de Jiří Trnka o Karel Zeman. También trabajó para la televisión, como en la banda sonora de la película de ciencia ficción Wir (en alemán: Nosotros), dirigida por Vojtěch Jasný y basada en la novela distópica Nosotros del escritor ruso Yevgueni Zamiatin.

## Poeta en latín
Jan Novák, con el pseudónimo de Ianus Novak, fue también un poeta en latín contemporáneo. En 1970 ganó la magna laus en el Concurso de Poesía Latina de Ámsterdam.

## Sepultura
Está enterrado en el Cementerio Central de Brno, cerca de otros ilustres músicos checos, como el compositor Leoš Janáček o el pianista Rudolf Firkušný.

## Obras
- 1952: Concerto para oboe y orquesta
- 1955: Baletti a 9 (noneto)
- 1955: Concierto para dos pianos y orquesta
- 1957: Concertino para quinteto de viento
- 1958: Capriccio para violonchelo y orquesta